# Ясников, Александр Алексеевич
Александр Алексеевич Ясников (25 июля 1923, с. Миловское Ивановской области — 19 января 1999) — учёный в области химии природных соединений, член-корреспондент НАН Украины (1969).

## Биография
Окончил Ивановский химико-технологический институт (1947), с 1950 по 1987 работал в Институте органической химии АН УССР (с 1963 — заведующий отделом химии фотосинтеза).
Основные научные работы касались исследования механизма химических и биохимических реакций, поиска и исследования органических катализаторов, моделирующих действие ферментов на отдельных стадиях фотосинтеза, раскрытию механизма фотосинтетического фотофосфорилирования в хлоропластах растений.
На основе анализа кинетики реакций конденсации альдегидов, катализируемая диаминов, предложил механизм катализа ферментом альдолазы.
Лауреат премии им. Писаржевского (1971).